# Wasting Light
Wasting Light ist das siebte Studioalbum der US-amerikanischen Rockband Foo Fighters. Es erschien am 8. April 2011 bei RCA Records und ist das erste Album der Band nach vier Jahren.

## Entstehung
Die Aufnahmen zu dem neuen Album begannen im Sommer 2010. Als Studio diente dabei die Garage von Dave Grohl und wurde laut Produzent Butch Vig komplett analog aufgenommen (analoge Mehrspur-Bandmaschine) und komplett analog abgemischt (analoges Mischpult und Soundbearbeitung).

“Dave has an amazing studio not too far from his home, in the Valley, and it's a great, kick-ass studio, but I think he felt that if he went in there, what would he do different on this record? They’d be recording in the same room, using the same board, getting the same sort of vibe.”

„Dave hat ein großartiges Studio im San Fernando Valley, nicht sehr weit von seinem Haus weg. Aber ich glaube, dass es keinen Unterschied auf dem Album geben würde, wenn er dieses Studio benutzt hätte. Sie würden im selben Raum arbeiten, dasselbe Pult benutzen und denselben Sound produzieren.“

Obwohl Gitarrist Pat Smear schon seit 2006 wieder Mitglied der Liveband war, ist Wasting Light das erste Album seit The Colour and the Shape (1997), in dem er wieder als offizielles Mitglied der Foo-Fighters angegeben wird.
Als Gastmusiker für das Album konnten Bob Mould für das Lied Dear Rosemary sowie Krist Novoselić für das Lied I should have known gewonnen werden. Grohl und Novoselic spielten das erste Mal seit der Auflösung von Nirvana wieder zusammen.
Alle Aufnahmen wurden von Kameras begleitet. Das Material wurde anschließend für den Dokumentarfilm Back and Forth verwendet, der die Geschichte der Foo Fighters zeigt.

## Veröffentlichung
Am 17. Januar 2011 veröffentlichte die Band auf ihrer Website eine 30-sekündige Hörprobe des Titels Bridge Burning. Am 1. Februar 2011 erschien eine Hörprobe des Titels Miss the Misery. Am 12. Februar 2011 erschien das Video zum Titel White Limo, in dem auch der Sänger und Bassist der Band Motörhead, Lemmy Kilmister, mitspielte.
Am 1. März 2011 erschien das Video zu Rope, der ersten Single des Albums.
Das Album selber wurde in Australien, Dänemark, Finnland, Deutschland, Irland und den Niederlanden am 8. April 2011 veröffentlicht. Am 11. April 2011 kam das Album auch in den USA auf den Markt. Am 6. Juni 2011 erschien mit Walk die zweite Single aus dem Album. Die dritte Single von Wasting Light, Arlandria, wurde am 5. September veröffentlicht.

## Titelliste
1. Bridge Burning – 4:47
2. Rope – 4:19
3. Dear Rosemary – 4:27
4. White Limo – 3:23
5. Arlandria – 4:28
6. These Days – 4:59
7. Back & Forth – 3:52
8. A Matter Of Time – 4:36
9. Miss The Misery – 4:33
10. I Should Have Known – 4:16
11. Walk – 4:16

## Singles
| Jahr | Titel          | Höchstplatzierung, Gesamtwochen, AuszeichnungChartplatzierungen (Jahr, Titel, , Platzierungen, Wochen, Auszeichnungen, Anmerkungen) | Höchstplatzierung, Gesamtwochen, AuszeichnungChartplatzierungen (Jahr, Titel, , Platzierungen, Wochen, Auszeichnungen, Anmerkungen) | Höchstplatzierung, Gesamtwochen, AuszeichnungChartplatzierungen (Jahr, Titel, , Platzierungen, Wochen, Auszeichnungen, Anmerkungen) | Höchstplatzierung, Gesamtwochen, AuszeichnungChartplatzierungen (Jahr, Titel, , Platzierungen, Wochen, Auszeichnungen, Anmerkungen) | Höchstplatzierung, Gesamtwochen, AuszeichnungChartplatzierungen (Jahr, Titel, , Platzierungen, Wochen, Auszeichnungen, Anmerkungen) | Höchstplatzierung, Gesamtwochen, AuszeichnungChartplatzierungen (Jahr, Titel, , Platzierungen, Wochen, Auszeichnungen, Anmerkungen) | Anmerkungen                                               |
| Jahr | Titel          | DE | AT | CH | UK | US | Rock | Anmerkungen                                               |
| ---- | -------------- | --- | --- | --- | --- | --- | --- | --------------------------------------------------------- |
| 2011 | Rope           | DE83 (3 Wo.)DE | AT51 (1 Wo.)AT | — | UK22 (9 Wo.)UK | US68 (13 Wo.)US | Rock1 (43 Wo.)Rock | Erstveröffentlichung: 1. März 2011                        |
| 2011 | Walk           | — | AT49 (2 Wo.)AT | CH74 (1 Wo.)CH | UK57 Silber · (7 Wo.)UK | US83 (13 Wo.)US | Rock1 (45 Wo.)Rock | Erstveröffentlichung: 6. Juni 2011 Verkäufe: + 260.000    |
| 2011 | Arlandria      | — | — | — | UK79 (2 Wo.)UK | — | — | Erstveröffentlichung: 18. September 2011                  |
| 2011 | These Days     | — | — | — | — | — | Rock2 (45 Wo.)Rock | Erstveröffentlichung: 1. November 2011 Verkäufe: + 35.000 |
| 2012 | Bridge Burning | — | — | — | — | — | Rock22 (16 Wo.)Rock | Erstveröffentlichung: 5. Juni 2012                        |

## Rezensionen

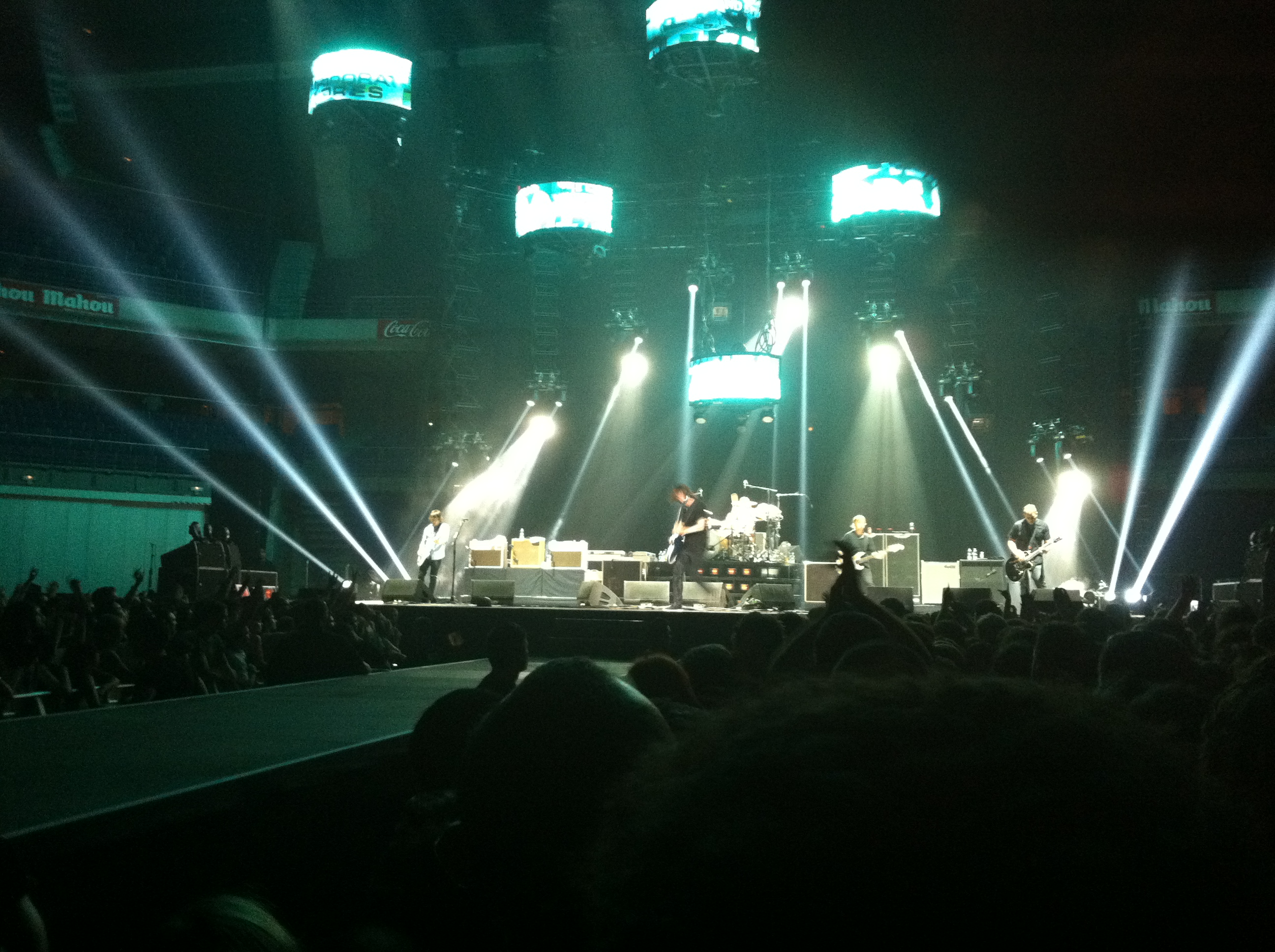
Die Foo Fighters auf einem Konzert in Madrid während ihrer Wasting Light Tour

Von Kritikern bekam das Album überwiegend positive Bewertungen. Bei Metacritic erhielt das Album eine Wertung von 78 % als Durchschnitt aus 37 Rezensionen sowie das Prädikat „Generally favorable“ (dt. „Grundsätzlich positiv“).
Maik Maerten vergibt 8 von 10 Punkten und lobt auf plattentests.de die Aufnahme in der Garage und schreibt weiter, dass große Melodien, Mitsing-Refrains fürs Stadion und laute Gitarren die perfekte Mischung aus Mainstream und Rock ’n’ Roll ergeben.
Josef Gasteiger von laut.de vergibt 4 von 5 Sternen und lobt ebenfalls die Mischung aus Mainstream und Rock ’n’ Roll. Er bezeichnet die Musik als hookigen, modernen Rock ’n’ Roll auf der Königsstufe.
Auch Jens Bauszus lobt das Album auf Focus Online und meint, dass die Band mit Wasting Light endgültig den Rockolymp erklimmen und neue Fans dazugewinnen werde.
Radio Fritz meint, dass sich die Band auf Wasting Light nicht verändert habe, man das aber auch nicht erwarten konnte. Insgesamt höre sich die Band erwachsener, ernster und härter als auf den früheren Veröffentlichungen an.
Bei Rolling Stone vergibt Kritiker David Fricke 4 von 5 Sternen. Er bezeichnet das Album als bestes Album der Band seit Foo Fighters (1995) und The Colour and the Shape (1997).
Die Redakteure der Visions wählten Wasting Light als zweitbestes Album des Jahres. Die Leser stimmten sogar für Platz 1.
Bei den Grammy Awards 2012 erhielt Wasting Light die Auszeichnung in der Kategorie „Bestes Rock-Album“. Darüber hinaus wurde der Titel „Walk“ in den Kategorien „Bester Rocksong“ sowie „Beste Rock-Darbietung“ und der Titel „White Limo“ als beste „Beste Hard-Rock-/Metal-Darbietung“ prämiert.

## Kommerzieller Erfolg

### Chartplatzierungen
| ChartsChartplatzierungen       | Höchstplatzierung | Wochen |
| ------------------------------ | ----------------- | ------ |
| Deutschland (GfK)              | 1 (30 Wo.)        | 30     |
| Österreich (Ö3)                | 1 (37 Wo.)        | 37     |
| Schweiz (IFPI)                 | 1 (27 Wo.)        | 27     |
| Vereinigte Staaten (Billboard) | 1 (58 Wo.)        | 58     |
| Vereinigtes Königreich (OCC)   | 1 (41 Wo.)        | 41     |

| ChartsJahrescharts (2011)      | Platzierung |
| ------------------------------ | ----------- |
| Deutschland (GfK)              | 30          |
| Österreich (Ö3)                | 26          |
| Schweiz (IFPI)                 | 26          |
| Vereinigte Staaten (Billboard) | 39          |
| Vereinigtes Königreich (OCC)   | 24          |

### Auszeichnungen für Musikverkäufe
| Land/Region                  | Auszeichnungen für Musikverkäufe (Land/Region, Auszeichnung, Verkäufe) | Verkäufe  |
| ---------------------------- | ---------------------------------------------------------------------- | --------- |
| Australien (ARIA)            | 2× Platin                                                              | 140.000   |
| Belgien (BRMA)               | Gold                                                                   | 15.000    |
| Brasilien (PMB)              | Gold                                                                   | 20.000    |
| Deutschland (BVMI)           | Platin                                                                 | 200.000   |
| Finnland (IFPI)              | Gold                                                                   | 19.397    |
| Irland (IRMA)                | Gold                                                                   | 7.500     |
| Italien (FIMI)               | Gold                                                                   | 30.000    |
| Kanada (MC)                  | Platin                                                                 | 80.000    |
| Neuseeland (RMNZ)            | 2× Platin                                                              | 30.000    |
| Niederlande (NVPI)           | Gold                                                                   | 25.000    |
| Österreich (IFPI)            | Gold                                                                   | 15.000    |
| Polen (ZPAV)                 | Gold                                                                   | 10.000    |
| Schweden (IFPI)              | Gold                                                                   | 20.000    |
| Schweiz (IFPI)               | Gold                                                                   | 15.000    |
| Vereinigte Staaten (RIAA)    | Platin                                                                 | 1.000.000 |
| Vereinigtes Königreich (BPI) | Platin                                                                 | 520.000   |
| Insgesamt                    | 10× Gold · 8× Platin ·                                                 | 2.156.897 |

Hauptartikel: Foo Fighters/Auszeichnungen für Musikverkäufe